# 四·二五体育队
四·二五体育队（：／），一般称「4.25體育團」，是朝鲜的体育团体，“四·二五”是为了纪念朝鲜人民军在4月25日建成而得名。是朝鲜成绩最好的足球俱乐部，曾18次夺得过联赛冠军头衔。也因故自2017年獲得亞洲足聯盃俱樂部参赛资格後，3次代表朝鮮出賽，更在2019年亞洲足協盃成為第一隊打入亞洲足協盃決賽的東亞球會，最終獲得亞軍。
球队基本属于半个朝鲜国家队，国家队经常在它原有主力队员的基础上组建而成的。朝鲜联赛的特殊之处在于，他们要保证有一支球队可以在不参加国际比赛的情况下参加联赛，4·25足球队就担当着这一使命。所以事实上4·25足球队相当于朝鲜的一支常备国家队。
该球队除足球外还有其他体育运动项目。奥运会金牌得主、三重世界冠军体操运动员李世光也属于该队。

## 球队荣誉

### 國内聯賽
- 朝鲜足球联赛

冠軍（20）： 1985, 1986, 1987, 1988, 1990, 1992, 1993, 1994, 1995, 2002, 2003, 2010, 2011, 2012, 2013, 2015, 2017, 2017-18, 2018-19, 2021-22

### 國内盃賽
- 白頭山獎運動會

 冠軍（1）：2017
- 萬景台獎運動會

冠軍（2）：2014, 2015
- 普天堡火炬獎運動會

冠軍（1）：2014
- 火炬盃

冠軍（5）：2013, 2014, 2015, 2016, 2024
 亞軍（2）：2022, 2023
- 共和國錦標賽

冠軍（3）：2001, 2006, 2011

### 亞洲賽事
- 亞洲足協盃

 銀牌亞軍（1）：2019

## 球員名單
更新日期:2017年3月14日
註釋：國旗表示球員在國際足聯資格規則定義的國家隊。球員可能擁有一個以上非國際足聯國籍。
| 號碼 |                        | 位置 | 球員   |
| ---- | ---------------------- | ---- | ------ |
| 1    | 朝鲜民主主义人民共和国 | 门将 | 李康   |
| 2    | 朝鲜民主主义人民共和国 | 门将 | 張金南 |
| 3    | 朝鲜民主主义人民共和国 | 后卫 | 李亨武 |
| 4    | 朝鲜民主主义人民共和国 | 后卫 | 沈賢鎮 |
| 5    | 朝鲜民主主义人民共和国 | 后卫 | 朴鎮明 |
| 6    | 朝鲜民主主义人民共和国 | 后卫 | 權仲赫 |
| 7    | 朝鲜民主主义人民共和国 | 中场 | 吳赫哲 |
| 8    | 朝鲜民主主义人民共和国 | 中场 | 韓成赫 |
| 9    | 朝鲜民主主义人民共和国 | 中场 | 金正哲 |
| 10   | 朝鲜民主主义人民共和国 | 前锋 | 安日范 |
| 11   | 朝鲜民主主义人民共和国 | 前锋 | 嚴哲成 |
| 12   | 朝鲜民主主义人民共和国 | 后卫 | 金哲范 |
| 13   | 朝鲜民主主义人民共和国 | 前锋 | 林哲民 |

| 號碼 |                        | 位置 | 球員   |
| ---- | ---------------------- | ---- | ------ |
| 14   | 朝鲜民主主义人民共和国 | 后卫 | 孫平日 |
| 15   | 朝鲜民主主义人民共和国 | 中场 | 元成   |
| 18   | 朝鲜民主主义人民共和国 | 前锋 | 金俞星 |
| 20   | 朝鲜民主主义人民共和国 | 中场 | 徐景進 |
| 22   | 朝鲜民主主义人民共和国 | 中场 | 李亨進 |
| 23   | 朝鲜民主主义人民共和国 | 门将 | 安大成 |
| 26   | 朝鲜民主主义人民共和国 | 后卫 | 朴明成 |
| 27   | 朝鲜民主主义人民共和国 | 后卫 | 明車鉉 |
| 28   | 朝鲜民主主义人民共和国 | 中场 | 金功范 |
| 30   | 朝鲜民主主义人民共和国 | 后卫 | 安成日 |
| 31   | 朝鲜民主主义人民共和国 | 后卫 | 金光鎮 |
| 33   | 朝鲜民主主义人民共和国 | 中场 | 鄭忠遜 |
| 36   | 朝鲜民主主义人民共和国 | 门将 | 河鎮明 |

## 队徽

旧队徽
新队徽

## 其他體育項目
除了足球，4.25還有參加12項不同體育項目，包含籃球、排球、和手球。